# La Vie privée du tribun
Pour plus de détails, voir Fiche technique et Distribution.
La Vie privée du tribun ou La Vie privée d'un tribun (titre original : Parnell) est un film américain réalisé par John M. Stahl et sorti en 1937.

## Synopsis
Un épisode de la vie de Charles Stewart Parnell, le roi sans couronne, depuis sa lutte, dès 1880, pour soustraire l'Irlande au joug anglais, jusqu'à sa mort. Le scénario met l'accent sur sa relation avec Katie O'Shea, femme mariée, qui va provoquer un scandale.

## Fiche technique
- Titre français : La Vie privée du tribun
- Autre titre français : La Vie privée d'un tribun
- Titre original : Parnell
- Réalisation : John M. Stahl
- Scénario : John Van Druten, S.N. Behrman, d'après la pièce d'Elsie T. Schauffler
- Chef-opérateur : Karl Freund, George J. Folsey
- Musique : William Axt
- Montage : Fredrick Y. Smith
- Décors : Jack D. Moore
- Costumes : Adrian
- Direction artistique : Cedric Gibbons
- Production : John M. Stahl pour Metro-Goldwyn-Mayer
- Durée : 118 minutes
- Date de sortie :
  - États-Unis : 4 juin 1937

## Distribution

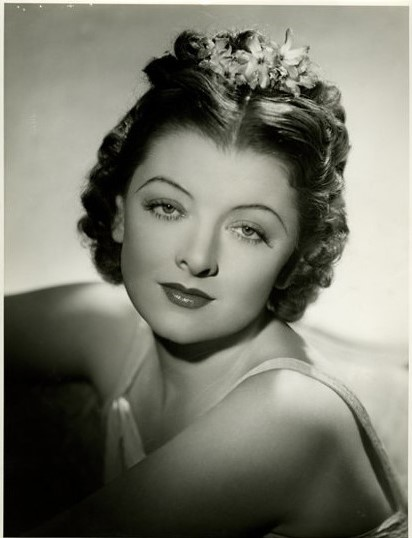
Myrna Loy, photo promotionnelle pour le film.

- Clark Gable : Charles Stewart Parnell
- Myrna Loy : Katie O'Shea
- Edna May Oliver : Tante Ben Wood
- Edmund Gwenn : Campbell
- Alan Marshal : Capitaine William O'Shea
- Donald Crisp : Michael Davitt
- Billie Burke : Miss Clara Wood
- Berton Churchill : The O'Gorman Mahon
- Donald Meek : Murphy
- Montagu Love : William Ewart Gladstone
- Byron Russell : Timothy Healey
- Brandon Tynan : John Redmond
- Neil Fitzgerald : Richard Pigott
- George Zucco : Sir Charles Russell
- Halliwell Hobbes : W. H. Smith
- Lumsden Hare : l'éditeur
- Frank Sheridan : le shérif

Acteurs non crédités
- Robert Homans : le policier irlandais à New York
- Ian Maclaren : membre de la Chambre des Communes
- Frank McGlynn Sr. : Pat Hogan

## Autour du film
- Tournage de novembre 1936 au 3 avril 1937[1].

- Initialement, La MGM opta pour Joan Crawford mais celle-ci ne s'entendit pas avec le réalisateur John Stahl alors qu'elle souhaitait jouer aux côtés de son amant Clark Gable. Myrna Loy fut choisie alors qu'elle devrait jouer dans La fin de Madame Cheyney que Joan Crawford interpréta finalement. Pour le rôle masculin, la production pensa à Spencer Tracy qui lui voulait profiter du tournage pour se rapprocher de Myrna Loy avec qui il vivait clandestinement une liaison passionnée. Clark Gable fut choisi mais l'acteur déclara ne pas être à l'aise dans le rôle d'un homme sensible [2],[3],[4].

- Le cinéaste John Stahl diffusa de la musique dramatique pour permettre à Clark Gable d'être en phase avec le caractère de son personnage. L'échec du film dissuada l'acteur de jouer à nouveau dans un film à costumes avant que ne lui soit proposé Autant en emporte le vent[5].

- Le film sera considéré comme le pire film du duo Clark Gable-Myrna Loy[3].

- Le film engrangea un profit de 992 000 dollars aux Etats-Unis et au Canada et 584 000 dollars dans le reste du monde. Il encaissa une perte de 637 000 dollars[6].